# Markus Hess
Markus Hess (Sindelfingen, 4 juli 1963) is een Duits voormalig professioneel wielrenner. Hij reed voor onder meer Team Telekom.
Hij behaalde geen enkele professionele overwinning, maar werd wel tweede en derde op het Duitse kampioenschap Halve Fond (baanwielrennen), in respectievelijk 1992 en 1995.

## Grote rondes
Geen